# Байкальский муфтият
Централизованная религиозная организация мусульман «Байкальский муфтият» является основным центром, объединяющим мусульманские общины в Иркутской области. Основанная в 2006 году, она представляет собой союз 11 местных религиозных организаций, расположенных в различных городах и посёлках региона, таких как Иркутск, Черемхово, Усолье-Сибирское, Ангарск и другие. Возглавляет муфтият Фарид хазрат Мингалеев, который также является имамом Иркутской соборной мечети. Является независимой региональной организацией, не входит ни в одну из общероссийских мусульманских структур.

## Основные направления деятельности

### Противодействие экстремизму и адаптация мигрантов
Муфтият активно работает над предотвращением распространения радикальных идей, тесно сотрудничая с правоохранительными органами. Например, в 2025 году Фарид Мингалеев, председатель Муфтията, обсуждал меры по борьбе с экстремизмом в условиях растущей миграции. Организация реализует проект «РосМигрант», который направлен на правовое просвещение и социальную адаптацию иностранных граждан.

### Межрелигиозный диалог
Байкальский муфтият стремится к укреплению связей между представителями различных конфессий. В 2025 году, во время празднования Курбан-байрам, муфтият пригласил представителей Русской православной церкви, католиков и протестантов присоединиться к нему.

### Культурно-просветительская работа
Организация проводит курсы по основам ислама для взрослых и детей. Она активно участвует в строительстве мечетей: в 2025 году, например, была открыта мечеть в этнографическом музее «Тальцы». Кроме того, организация организует фестивали татарского и башкирского искусства, такие как «Ангара таннары».

### Социальная поддержка
Оказывает материальную поддержку малообеспеченным семьям, особенно в преддверии религиозных праздников. Также взаимодействует с региональными властями в области межнационального согласия.

## Структура муфтията
Центральный аппарат находится в Иркутске по адресу улица Карла Либкнехта, 86. В состав организации входят семь мечетей и четыре молельных дома.

## Активность
27 ноября 2023 года в Иркутске состоялась первая встреча в рамках Исламо-Протестантского диалога. Это событие положило начало серии «Диалогов Мира», организованных Организацией Авраамического Объединения Народов. В мероприятии приняли участие Фарид Хазрат и другие представители религиозных организаций.
В 2024—2025 годах муфтият организовал конференции, посвящённые истории ислама в регионе, участвовал в заседаниях общественных советов и активно развивал проекты, направленные на интеграцию мигрантов. Несмотря на временную приостановку деятельности по некоторым адресам, включая Иркутск, организация продолжает свою работу через свои структурные подразделения.